# ロズアン・クイン殺人事件
ロズアン・クイン殺人事件（ロズアン・クインさつじんじけん）は、1973年にアメリカ合衆国・ニューヨークで聾唖学校の28歳の女性教師がバーで知り合った男に殺害された事件。
教師が行きずりの男と一夜を共にする生活をしていたことで話題になり、のちに『ミスター・グッドバーを探して』のタイトルで小説化、映画化された。

## 概要
1973年1月5日、マンハッタンのアッパー・ウエスト・サイド（253 West 72nd Street)のアパートメントの7階の部屋で女性の死体が見つかった。部屋の住人である教師のロズアン・クインが職場に現れないことを不審に思った同僚の通報で警察が訪ね、裸で血だらけになっている遺体を発見した。体中に18か所の刺し傷があり、レイプが疑われたが、検死の結果、抵抗した跡がなく、同意による性交と見られた。
周囲の聞き込みから、前年のクリスマス・イブの深夜にアパートの向かいのバーから男と連れだって出ていったのが最後であることがわかった。死体発見から5日後、警察は23歳のジョン・ウィルソンを逮捕した。男は高校中退後犯罪を繰り返し、5回の逮捕歴があり、そのときもマイアミ刑務所から脱走中の身だった。
ウィルソンの自白によると、その夜、ロズアンの部屋で二人でマリファナを楽しんでいたが、ウィルソンの男性機能が役に立たなかったことをロズアンに馬鹿にされたことで激昂し、殺害したという。ウィルソンには妻子がいたが、自身の性的アイデンティティに不安を持っており、それが女性に対する暴力につながったとする説もある。ウィルソンは裁判を目前にした1973年5月に留置所でシーツを使って首吊り自殺した。

## 被害者
ロズアン・クイン（Roseann Quin）は、1944年ブロンクス生まれ。ベル研究所の重役である父親、専業主婦の母親、3人の兄弟とともにニュージャージーで育った。カソリック系の高校を出たあと、地元の教育大学に進み、ニューヨークで一人暮らしをしながら1969年からブロンクスの聾唖学校で教師をしていた。13歳のときにポリオにかかった後遺症で、歩くときに少し足を引きずる障害があったが、明るく優しい性格で、教育熱心ないい教師だった。実家の隣人たちや地元の友人の間では、真面目な良い子という評判だった。一方で、私生活ではアパート近隣のバーの常連であり、そこで知り合った男性をしばしば自室に招き入れていた。隣室の住人の話では、よく部屋の中から男と喧嘩をしているような声を聞いたという。

## その後
ちょうど70年代の女性ムーブメントが華やかだったころであったため、都会で自活し自由に生きる女性のダークサイドとしてマスコミが騒ぎ、殺人事件そのものよりも被害者のライフスタイルに話題が集まった。これを受けて『エスクァイア』誌はライターのジュディス・ロズナーにルポを依頼。原稿はできあがったが、裁判に影響するとして掲載中止になったため、これをもとにロズナーは長編小説『ミスター・グッドバーを探して』を書き上げ1975年に出版、ベストセラーになった。2年後、ダイアン・キートン主演で映画化された。